# Sveltia
Sveltia is een geslacht van weekdieren uit de klasse van de Gastropoda (slakken).

## Soorten
- Sveltia centrota (Dall, 1896)
- Sveltia gladiator (Petit, 1976)
- Sveltia lyrata (Brocchi, 1814)
- Sveltia rocroii Bouchet & Petit, 2002
- Sveltia splendidula Bouchet & Petit, 2002
- Sveltia yoyottei Petit & Harasewych, 2011